# 鷺一樹

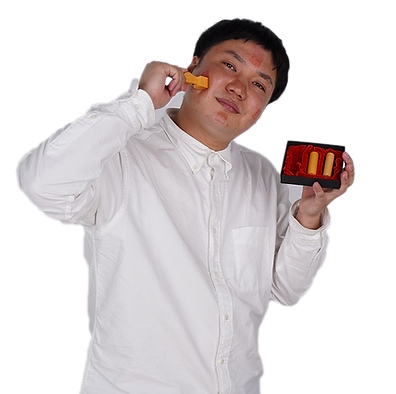

鷺 一樹（さぎ かずき、1992年（平成4年）4月6日 - ）は元お笑い芸人で現在は会社を設立し社長となる。

## 経歴

### 出身
東京都東村山出身。沖縄育ち。中卒。

### お笑い芸人時代
元よしもとクリエイティブ・エージェンシー所属。須藤渓とウォンテッドという2人組のコンビを組んで活動。NSC時代は同期のいじられ役だった。M-1グランプリは最高2回戦進出。一番安いときの給料は200円だった。その後、2019年に解散。

### オンラインビジネススクール
幼馴染だった竹花貴騎が立ち上げたオンラインビジネススクールUR-U(MUPカレッジ)の講義にサポート役として登場。その後、UR-U内の各学科の講義にサポート兼MC役として登場し、ビジネス講義の堅苦しいイメージを一新させる。お笑い芸人時代のスキルを活かし、オンライン生に向けて学びをより身近なものへと変える大きな役割を果たしている。

### 起業
2021年1月にYouTubeの企画でオンラインスクールの学びをアウトプットするために会社を設立。渋谷区神南にRio cafeをオープン。
ウコンの営業の女の子の仕事への姿勢に感動し、12000円を使った逸話がある。

### コラボ
1. 井岡一翔　世界チャンピオンのトレーニング密着[7]
2. 【竹花の●●と語る】貧乏からでも最速で1億稼ぎ出す方法[8]
3. 井岡一翔×竹花貴騎【前編】[9]

アングリーメン宮崎